# Mériadeck (centre commercial)
Le centre commercial Mériadeck est l'un des principaux pôles commerciaux de l'agglomération bordelaise. Inauguré le 24 mars 1980, il compte parmi les principales infrastructures du quartier moderniste de Mériadeck. 
Se présentant comme « le centre du cœur de ville », il rassemble boutiques, services et restaurants autour d'un hypermarché Auchan établi sur trois niveaux. Totalisant à lui seul une surface de 11 500 mètres carrés, il s'agit de l'un des plus grands hypermarchés de centre-ville français. 
Il détient 43 000 m2 de surface commerciale, se situant devant le centre commercial Beaulieu à Nantes avec ses 33 712 m2 mais derrière le centre commercial de La Part-Dieu à Lyon avec ses 134 000 m2 de surface commerciale.

## Histoire
Le centre commercial de Mériadeck naît de la volonté de l'ancien député-maire de Bordeaux Jacques Chaban-Delmas de doter l'agglomération bordelaise d'un quartier moderne regroupant infrastructures administratives et commerciales. Le site choisi est un quartier jugé insalubre par les autorités de l'époque : Mériadeck. 
Au terme d'une colossale opération de remodelage urbain (destruction des anciennes échoppes traditionnelles au profit d'ensembles modernistes en béton armé), la construction du centre commercial est entamée dans le courant des années 1970. Prenant exemple sur les grands centres commerciaux réalisés à l'époque (La Part-Dieu à Lyon notamment), le centre commercial Mériadeck se veut néanmoins plus modeste. Le 24 mars 1980, le centre est inauguré en grande pompe par les principaux responsables municipaux.
Le centre commercial bénéficie d'une première campagne de restructuration au cours des années 2000-2008 (réaménagement des principaux espaces) avant d'être agrandi en 2008 (création d'une extension de 7 500 mètres carrés baptisée « Les Passages de Mériadeck » et ajout d'un troisième niveau à l'hypermarché Auchan). Les Passages ont depuis été vendus à Vinci Immobilier fin 2021.

## Présentation
Le centre commercial de Mériadeck forme un ensemble de 42 200 mètres carrés établi sur quatre niveaux (dont un niveau abritant un parking de 1500 places). Il compte trois entrées principales (entrée de la rue Claude-Bonnier, entrée de la rue du Château d'eau et entrée de la rue Saint-Sernin) dont l'une est située directement devant la station de tramway (ligne A du tramway de Bordeaux : station Mériadeck) d'où l'on accède directement au rez-de-chaussée ou aux niveaux supérieurs via un escalier mécanique extérieur. La capacité totale de stationnement est de 2 050 véhicules (1 500 au niveau -1 et 550 au parking Gambetta).
Outre, l'hypermarché Auchan établi sur trois niveaux qui est sa locomotive, le centre comporte 65 restaurants et boutiques présentes dans les secteurs de l'alimentaire, des vêtements et accessoires, des soins de soi, des loisirs, du multimédia, du mobilier et décoration, des services, et de la restauration sur place ou à emporter. Le centre dispose également d'un espace bébés, d'une crèche inter-entreprise, de plusieurs espaces détentes et d'un poste de sécurité.
Le centre est géré en copropriété par la société Terranae. Il appartient pour partie à la société Wereldhave après acquisition auprès d'Unibail, et pour partie au groupe Auchan. Le centre attire chaque année près de 7 millions de visiteurs et absorbe des clients sur une partie de la région Nouvelle-Aquitaine. 

Son chiffre d'affaires annuel avoisine les 200 millions d'euros (199 millions d'euros en 2008).

Centre commercial Mériadeck vu de l'extérieur.